# Sae (Kõue)
Sae – wieś w Estonii, w prowincji Harju, w gminie Kõue.